# Дельпла, Фредерик
Фредерик Дельпла (фр. Frédéric Delpla; род. 9 ноября 1964) — французский фехтовальщик-шпажист, олимпийский чемпион, 12-кратный чемпион Франции.

## Биография
Родился в 1964 году в Сарселе. В 1988 году стал обладателем золотой медали Олимпийских игр в Сеуле в командном первенстве.